# Nate Archibald
Nathaniel (Nate) "Tiny" Archibald és un exjugador de bàsquet estatunidenc que va desenvolupar la seva carrera professional a l'NBA. Va néixer el 2 de setembre de 1948 a Nova York. El seu sobrenom (Tiny) és a causa de la seva baixa alçada per a un jugador professional (1,85 m.).

## Trajectòria esportiva

### Universitat
Es va formar com a jugador en la Universitat de Texas El Paso, on va jugar entre 1967 i 1970, i en els quals promitjà 23,2 punts per partit, incloent una sensacional temporada inermitja, en la qual va dur el seu rècord fins als 37,3 punts.

### Professional
Va ser triat en la segona posició de la segona ronda del draft de 1970 per Cincinnati Royals, franquícia amb la qual es va traslladar de ciutat fins a Kansas City Kings, i en la qual va jugar les seves 6 primeres temporades en l'NBA. Va jugar en els New York Knicks mitja temporada, i va acabar recalant en Boston Celtics, on va assolir el seu major èxit, un títol de l'NBA en la temporada 1980-81 al costat de la llavors emergent estrella de la lliga, Larry Bird. Va acabar la seva carrera en Milwaukee Bucks.

## Palmarès
- 1 títol de l'NBA (1981)
- Únic jugador en la història de l'NBA que ha liderat en la mateixa temporada les estadístiques de punts per partit (34,0) i assistències (11,4), el 1973.
- 6 vegades All Star
- Triat MVP (jugador més valuós) en un All-Star Game el 1981.
- Triat en 3 ocasions en el quintet ideal de l'NBA.
- Triat, el 1996, com un dels 50 millors jugadors de tots els temps.
- Va entrar a formar part del Basketball Hall of Fame (Saló de la fama) el 1991.
- Fou nominat un dels 50 millors jugadors de la història de l'NBA elaborada l'any 1996.